# Canton de Marcillat-en-Combraille
Le canton de Marcillat-en-Combraille est une ancienne division administrative française située dans le département de l'Allier et la région Auvergne.

## Géographie
Ce canton était organisé autour de Marcillat-en-Combraille dans l'arrondissement de Montluçon. Son altitude variait de 210 m (Villebret) à 645 m (La Celle) pour une altitude moyenne de 453 m.

## Histoire
Le canton a été supprimé en mars 2015 à la suite du redécoupage des cantons du département. Les treize communes sont rattachées au nouveau canton de Montluçon-3.

## Représentation

### conseillers généraux de 1833 à 2015
| Période | Période      | Identité                                                | Étiquette          | Qualité                                                                      |
| ------- | ------------ | ------------------------------------------------------- | ------------------ | ---------------------------------------------------------------------------- |
| 1833    | 1845         | Antoine Bizet                                           |                    | Propriétaire du château de Gouttière Maire de Saint-Genest                   |
| 1845    | 1862 (décès) | Joseph Lesclache (1784-1862)                            |                    | Notaire et maire de Marcillat-en-Combraille Conseiller d'arrondissement      |
| 1862    | 1867         | Jean Denis Adolphe Péronnet-Laromagère (1804-1873)      |                    | Propriétaire à Marcillat-en-Combraille                                       |
| 1867    | 1871         | Marie François Emile Villate de Peufeilhoux (1799-1880) |                    | Conseiller municipal de Montluçon Juge de paix et propriétaire à Villebret   |
| 1871    | 1880         | Henri Désarménien                                       | Droite             | Notaire et maire de Marcillat-en-Combraille                                  |
| 1880    | 1886         | Jeantien Antoine Victor Péreton                         | Républicain        | Médecin à Commentry Propriétaire à Marcillat-en-Combraille                   |
| 1886    | 1888 (décès) | Gilbert Léon Meunier                                    | Républicain        | Propriétaire à Marcillat-en-Combraille                                       |
| 1888    | 1892         | Jean Antoine Dupuis                                     | Républicain        | Filateur à Marcillat-en-Combraille                                           |
| 1892    | 1904         | François Cajat                                          | Républicain modéré | Propriétaire - Maire d'Arpheuilles-Saint-Priest                              |
| 1904    | 1919         | Félix Lamoine                                           | Républicain        | Négociant - Maire d'Arpheuilles-Saint-Priest                                 |
| 1919    | 1931 (décès) | Pierre Bitard                                           | Radical            | Vétérinaire - Maire de Marcillat-en-Combraille                               |
| 1931    | 1940         | Pierre-Joseph Mallet de Vandègre                        | PRS-SFIO           | Propriétaire-cultivateur Maire de Terjat                                     |
|         |              |                                                         |                    |                                                                              |
| 1945    | 1967         | Armand Blanchard                                        | SFIO               | Artisan rural Maire de La Celle                                              |
| 1967    | 1973         | René Junier (1919-2005)                                 | FGDS-PS            | Instituteur - Maire de Terjat                                                |
| 1973    | 2011         | Bernard Barraux                                         | DVD puis UMP       | Industriel Maire de Marcillat-en-Combraille (1971-2008) Sénateur (1989-2008) |
| 2011    | 2015         | Christian Chito                                         | DVD                | Vétérinaire retraité Maire de Marcillat-en-Combraille depuis 2008            |

### Conseillers d'arrondissement (de 1833 à 1940)
| Période                                  | Période          | Identité                                   | Étiquette                | Qualité |
| ---------------------------------------- | ---------------- | ------------------------------------------ | ------------------------ | --- |
| 1833                                     | 1845             | Joseph Lesclache (1784-1862)               |                          | Notaire, maire de Marcillat |
| 1845                                     | 1848             | Patrocle Joseph Aupetit-Durand (1802-1863) |                          | Avocat puis juge suppléant au Tribunal de Montluçon                                                                                 |
|                                          |                  |                                            |                          | |
| 1877                                     | 1886 (décès)     | Victor André Mage (1826-1886)              | Républicain conservateur | Propriétaire à Marcillat |
| 1886                                     | 1888 (démission) | Joseph André Régnard (1818-1898)           | Conservateur             | Ingénieur des Ponts et Chaussées en retraite, propriétaire des domaines de Charagiet et du Courtioux, adjoint au maire de Marcillat |
| 1889                                     | 1913             | François Bougerol                          | Républicain libéral RG   | Quincaillier à Marcillat, maire d'Arpheuilles-Saint-Priest                                                                          |
| 1913                                     | 1919             | Henri-André Huguet (1868-1948)             | SFIO                     | Cultivateur, maire de Durdat-Larequille                                                                                             |
| 1919                                     | 1940             | Gabriel Meaulme (1867-1956)                | SE puis SFIO             | Exploitant agricole, maire de Saint-Marcel-en-Marcillat (1908-1947)                                                                 |
| 1940                                     |                  |                                            |                          | Les conseils d'arrondissement ont été suspendus par la loi du 12 octobre 1940 et n'ont jamais été réactivés                         |
| Les données manquantes sont à compléter. |                  |                                            |                          | |

Sources : Archives départementales de l'Allier, rubrique "Presse" - https://archives.allier.fr/archives-en-ligne/presse?arko_default_63e27309704a6--ficheFocus=

## Composition
Le canton de Marcillat-en-Combraille regroupait treize communes et comptait 6 025 habitants en 2012 (population municipale).
| Nom                                 | Code Insee | Intercommunalité                          | Population (dernière pop. légale) |
| ----------------------------------- | ---------- | ----------------------------------------- | --------------------------------- |
| Marcillat-en-Combraille (chef-lieu) | 03161      | CA Montluçon Communauté                   | 895 (2014)                        |
| Arpheuilles-Saint-Priest            | 03007      | CA Montluçon Communauté                   | 353 (2014)                        |
| La Celle                            | 03047      | CC Commentry Montmarault Néris Communauté | 416 (2014)                        |
| Durdat-Larequille                   | 03106      | CC Commentry Montmarault Néris Communauté | 1 327 (2014)                      |
| Mazirat                             | 03167      | CA Montluçon Communauté                   | 279 (2014)                        |
| La Petite-Marche                    | 03206      | CA Montluçon Communauté                   | 195 (2014)                        |
| Ronnet                              | 03216      | CA Montluçon Communauté                   | 176 (2014)                        |
| Saint-Fargeol                       | 03231      | CA Montluçon Communauté                   | 199 (2014)                        |
| Saint-Genest                        | 03233      | CA Montluçon Communauté                   | 384 (2014)                        |
| Saint-Marcel-en-Marcillat           | 03244      | CA Montluçon Communauté                   | 149 (2014)                        |
| Sainte-Thérence                     | 03261      | CA Montluçon Communauté                   | 198 (2014)                        |
| Terjat                              | 03280      | CA Montluçon Communauté                   | 217 (2014)                        |
| Villebret                           | 03314      | CA Montluçon Communauté                   | 1 326 (2014)                      |

## Démographie
| 1962  | 1968  | 1975  | 1982  | 1990  | 1999  | 2006  | 2011  | 2012  |
| ----- | ----- | ----- | ----- | ----- | ----- | ----- | ----- | ----- |
| 6 382 | 5 933 | 5 304 | 5 267 | 5 412 | 5 534 | 5 857 | 6 007 | 6 025 |